# Мухаџири
Мухаџири (арап.  — „избјеглица, исељеник”) били су први обраћеници у исламу и савјетници и рођаци исламског пророка Мухамеда, који су заједно са њим прешли из Меке у Медини, догађај који је у исламу познат као хиџра. Рани муслимани из Медине познати су као ансари (арап.  — „помагачи”).